# 괴산 삼방리 삼층석탑
괴산 삼방리 삼층석탑(槐山 三訪里 三層石塔)은 충청북도 괴산군 불정면에 있는 삼층석탑이다. 1995년 6월 30일 충청북도의 유형문화재 제182호로 지정되었다.

## 개요
1층 기단(基壇) 위에 3층의 탑신(塔身)을 올린 모습의 석탑이다.
기단과 탑신부의 각 층 몸돌에는 기둥모양을 새겼고, 특히 탑신의 1층 몸돌 네 면에는 약사여래, 아미타여래, 대일여래, 석가여래상 등의 불상을 조각하였다. 지붕돌은 밑면에 4단의 받침을 두었고, 윗면의 경사가 비교적 급하다.

## 같이 보기
- 삼층석탑

## 참고 자료
- 괴산 삼방리 삼층석탑 - 국가유산청 국가유산포털